# Variable Alpha² Canum Venaticorum
Les variables Alfa² Canum Venaticorum són estrelles variables de la seqüència principal de la classe espectral B8p a A7p. Presenten camps magnètics forts, i línies espectrals fortes de silici, estronci, i crom. La seva claror varia típicament de 0,01 a 0,1 magnituds en el curs de 0,5 a 160 dies.
A més de les seves intensitats, les intensitats i els perfils de les línies espectrals de les variables α² CVn també varien, igual que els seus camps magnètics. Els períodes d'aquestes variacions són tots iguals, i es considera que són iguals al període de rotació de l'estrella. Es creu que són causats per una heterogènia distribució de metalls en les atmosferes d'aquestes estrelles, de manera que la superfície de l'estrella varia en brillantor d'un punt a un altre.
El prototip, i la més ben coneguda d'aquestes variables és Cor Caroli (α Cvn) que té una variació del seu esclat de 0,1 magnituds amb un període de 5,47 dies.